# James F. Byrnes
James F. Byrnes (n. 2 mai 1882 - d. 9 aprilie 1972) a fost un politician american, Secretar de Stat al Statelor Unite între 1951 și 1955.